# Hidamari Sketch
Hidamari Sketch (яп. ひだまりスケッチ Хидамари Сукэтти, (неоф.) Наброски Хидамари (Скетчи Хидамари)) — японская манга-ёнкома, автором которой является Умэ Аоки, о группе молодых девушек, которые живут в одном общежитии. Мангу впервые начал публиковать журнал Manga Time Kirara Carat с апреля 2004 года, выпускаемый издательством Houbunsha. 27 мая 2008 года манга была лицензирована компанией Yen Press под названием Sunshine Sketch для выпуска на территории США.
На основе сюжета манги студией Shaft были выпущены 4 аниме-сериала, которые транслировались в 2007, 2008, 2010 и 2012 годах.

## Сюжет
Сюжет разворачивается вокруг молодой девушки по имени Юно, которая поступает в старшую школу изобразительных искусств «Ямабуки». Героиня переезжает в небольшой жилой дом — так называемые «апартаменты Хидамари», — расположенный через дорогу от школы. Юно быстро сближается со своими новыми соседками и одноклассницами. В течение аниме-сериала сюжет показывает события повседневной жизни героев, их учёбу в школе. По мере развития сюжета главные герои переходят в более старшие классы.

## Список персонажей
Юно (яп. ゆの)
Сэйю: Кана Асуми
Главная героиня истории. Мияко иногда называет её «Юнотти». Самая низкая из всех главных героев, по этой причине в течение всей истории её рост становится поводом для шуток со стороны друзей и знакомых. Юно живёт в апартаментах Хидамари вместе со своими подружками Мияко, Хиро и Саэ. Очень хорошо рисует и мечтает однажды стать известной художницей.
Мияко (яп. 宮子)
Сэйю: Каори Мидзухаси
Подружка Юно, та же называет её Мия-тян, одноклассница и соседка по дому, где они живут. Её волосы ненадолго становятся очень красивыми, после того, как она моет их. Её старший брат - садовник, стригущий также время от времени и Мияко. Весёлая девушка, любящая проводить время с подругами, немного инфантильна, тем не менее - отличница в учебе. Также любит много поесть. Мияко платит за аренду квартиры на 5000 йен меньше, так как состояние её квартиры хуже, чем у других, но тем не менее у Мияко почти всегда не хватает денег.
Хиро (яп. ヒロ)
Сэйю: Юко Гото
Подружка и соседка Юно. На год старше Юно и Мияко. Живёт в квартире этажом ниже квартиры Юно. Очень беспокоится за свой вес и постоянно сидит на диете, но зачастую, не выдержав, тратит все деньги на сладости. Отлично готовит и часто угощает других девушек своим обедом.
Саэ (яп. 沙英)
Сэйю: Рёко Синтани
Старшеклассница и хорошая подруга Хиро. В аниме у неё есть младшая сестра Тика. Специализируется на фотографии и литературе. Пишет фантастические романы под псевдонимом «Татибана Ая». Специально поступила в художественную школу, чтобы научиться иллюстрировать свои работы. Часто предупреждает Юно о грядущих проблемах, с которыми сталкиваются молодые девушки. Также любит играть в детектива и очень любит исследовать квартиру Мияко. Очень стесняется рассказывать о личной жизни и боится своих чувств к близким людям.
Надзуна (яп. なずな)
Сэйю: Тиаки Омигава
Новичок, появляется в третьем сезоне аниме, живёт в квартире номер 203. У неё длинные светлые волосы, заплетённые в косы. Она очень тихая, сдержанная и страдает комплексом неполноценности. Учится на общем отделении (без художественной специализации), но интересуется искусством.
Нори (яп. 乃莉)
Сэйю: Хитоми Нори
Одногодка Надзуны, живёт в квартире 103. У неё синие волосы с косичками. Учится на художественном отделении и любит рисовать в компьютере. Так работает в основном над HTML и Adobe Flash. Честная и прямая. Говорит на кансайском диалекте. Когда Надзуна «теряется», то у Нори, как правило, начинаются эмоциональные вспышки.
Ёсиноя-сэнсэй (яп. 吉野屋)
Сэйю: Мию Мацуки
Классный руководитель класса, где учится Юно и Мияко. Обожает косплей, из-за чего часто носит странные и порой неуместные вещи. Также обожает моделировать одежду и демонстрировать её классу. Позже выясняется, что Ёсиноя всё ещё живёт со своими родителями, за что подвергается критике со стороны. На вопросы о своём возрасте отвечает, что ей «вечно семнадцать». Есть младший брат, который уже женат.
Директор (яп. 校長)
Сэйю: Тё
Пожилой, лысый дедушка с болтающимися зубами. Часто появляется, чтобы «наказать» Ёсиною за её поведение. В третьем сезоне Мияко пародирует его голос и интонации. В течение всей истории так и не было названо его настоящее имя. Какое-то время весь класс думал, что его имя — Моаи.
Хозяйка (яп. 大家 Оя)
Сэйю: Миюки Савасиро
Хозяйка дома, чьи квартиры снимают главные герои. По манере характера похожа на мужчину, носит всё время бейсболку, много курит и всё время занята какими-то мелкими подработками.
Нацумэ (яп. 夏目)
Сэйю: Мисато Фукуэн
Конкурент Саэ из класса Д. Позже она развивает дружественные чувства с Саэ, сохраняя при этом антагонистическую роль. В бонусной главе манги показывается, что при прибытие в школу, Нацумэ сталкивается со многими проблемами, но Саэ ей помогает. С тех пор она стремится поговорить с Саэ, действуя порой небрежно.
Кувабара-сэнсэй (яп. 桑原)
Сэйю: Наоко Судзуки
Школьная медсестра, выступает практически всегда в качестве комического персонажа.
Тика (яп. 智花)
Сэйю: Риэ Кугимия
Младшая сестра Саэ, ей 13 лет (в начале сюжета). Более энергичная и спонтанная, чем её сестра. Любит готовить и увлекается театром кабуки. Не имеет художественного таланта и поэтому делает уклон на музыку и домоводство.
Арисава (яп. 有沢)
Сэйю: Май Накахара
Старшеклассница, на 2 года старше Юно, после того, как встречается с ней, становится новой подругой.

## Аниме
На основе сюжета манги студией Shaft был выпущен аниме-сериал, который транслировался с 11 января по 29 марта 2007 года. 18 октября 2007 года также транслировались 2 дополнительные серии. Второй сезон под названием Hidamari Sketch × 365 транслировался в Японии с 3 июля по 25 сентября 2008 года. Также в марте 2009 года была выпущена OVA серия. В октябре транслировались две дополнительные серии к аниме. Третий сезон под названием 
Hidamari Sketch × Hoshimittsu транслировался с 8 января по 26 марта 2010 года. Также в октябре 2010 года транслировались две дополнительные серии к третьему сезону.. 29 октября и 5 ноября транслировались также ещё 2 дополнительные серии под названием  Hidamari Sketch × SP Четвёртый сезон под названием Hidamari Sketch x Honeycomb транслировался с мая по декабрь 2012 года. Сериал транслировался одновременно по телеканалам  The Anime Network и  Anime on Demand на территории США и Великобритании.
Первый, второй, третий и четвёртый сезоны аниме-сериал был лицензирован компанией Sentai Filmworks для показа на территории США.

## Роман
2 романа, автором которых является Тябо Хидураси, а иллюстратором Умэ Аоки (автор оригинальной ёнкомы) впервые начали выпускаться издательством  Houbunsha. Первый том был выпущен 31 марта 2007 года под названием 
Hidamari Sketch Novel: Yōkoso Hidamari-sō e (яп. ひだまりスケッチノベル ようこそひだまり荘へ), а второй был выпущен 30 сентября 2007 года под названием Hidamari Sketch Novel: Hidamari School Life (яп. ひだまりスケッチノベル ひだまりSchool Life). Романы не являются прямым продолжением ёнкомы и их сюжет сильно отличается.

## Игра
Видео игра для Nintendo DS под названием Hidamari Sketch Dokodemo Sugoroku × 365 (яп. ひだまりスケッチ どこでもすごろく×365) была выпущена 12 февраля 2009 года. Геймплей игры построен на принципе настольной игры (сугороку), каждая клетка это месяц учебного года. В зависимости от того, куда попадает игрок, ему предстоит выполнять определенные задание, проходить диалоги, от незначительных до серьёзных событий, которые происходили в аниме. При выполнении заданий, игрок получает очки, которые начисляются в течение всего учебного года. Очки можно использовать, чтобы разблокировать дополнительные возможности в меню.